# Wulf-Peter Keuerleber
Wulf-Peter Keuerleber (* 25. August 1940 in Tarnowitz) ist ein deutscher Ingenieur und früherer Volkskammerabgeordneter der DDR für die Freie Deutsche Jugend (FDJ).

## Leben
Keuerleber stammt aus der preußischen Provinz Schlesien und ist der Sohn eines Angestellten. Nach dem Besuch der Grundschule und der Betriebsberufsschule nahm er 1954 eine dreijährige Lehre als Betriebsschlosser auf. Danach arbeitete er in diesem Beruf. Von 1959 bis 1962 besuchte er die Ingenieurschule in Riesa, wo er den Abschluss als Ingenieur für Walzwerktechnik erlangte. Als solcher wurde er Produktionsleiter im Rohrwerk III des VEB Stahl- und Walzwerk Riesa.

## Politik
Keuerleben trat 1954 in die FDJ und gleichzeitig in den FDGB ein. 1960 wurde er Mitglied der SED und gleichzeitig Mitglied des Zentralrates der FDJ.
In den beiden Wahlperioden von 1963 bis 1967 und von 1967 bis 1971 war er Mitglied der FDJ-Fraktion in der Volkskammer der DDR.